# Carigara

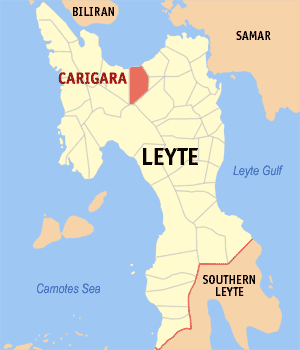
Bản đồ Leyte với vị trí của Carigara

Carigara là một đô thị hạng 3 ở tỉnh Leyte, Philippines. Theo điều tra dân số năm 2000 của Philipin, đô thị này có dân số 43.455 người trong 8.571 hộ.

## Các đơn vị hành chính
Carigara được chia ra 49 barangay.
| - Balilit - Barayong - Barugohay Central - Barugohay Norte - Barugohay Sur - Baybay - Binibihan - Bislig - Caghalo - Camansi - Canal - Candigahub - Canlampay - Cogon - Cutay - East Visoria - Guindapunan East | - Guindapunan West - Hiluctogan - Jugaban - Libo - Lower Hiraan - Lower Sogod - Macalpi - Manloy - Nauguisan - Pangna - Parag-um - Parina - Piloro - Ponong - Sagkahan - San Mateo | - Santa Fe - Sawang - Tagak - Tangnan - Tigbao - Tinaguban - Upper Hiraan - Upper Sogod - Uyawan - West Visoria - Paglaum - San Juan - Bagong Lipunan - Canfabi - Rizal (Tagak East) - San Isidro |